# Ešchar
Ešchar (hebrejsky אֶשְׁחָר, v oficiálním přepisu do angličtiny Eshhar) je vesnice typu společná osada (jišuv kehilati) v Izraeli, v Severním distriktu, v Oblastní radě Misgav.

## Geografie
Leží v nadmořské výšce 310 metrů, v hornaté oblasti v centrální části Dolní Galileji, cca 22 kilometrů východně od břehů Středozemního moře a cca 22 kilometrů na západ od Galilejského jezera. Je situován na pahorku Giv'at Karad na severní straně údolí Bik'at Sachnin. Podél východní strany vesnice vytéká z údolí vádí Nachal Chilazon, které pak uhýbá i na severní stranu od obce. Dál k severu leží údolí Bejt ha-Kerem. Na západní straně se vrch, na němž vesnice stojí, sklání do údolí vádí Nachal Sachnin.
Obec se nachází cca 100 kilometrů severovýchodně od centra Tel Avivu a cca 30 kilometrů severovýchodně od centra Haify. Ešchar obývají Židé, přičemž osídlení v tomto regionu je etnicky smíšené. 2 kilometry na jih leží město Sachnin, které obývají izraelští Arabové stejně jako 4 kilometry na jihovýchodní straně ležící město Araba. Pás arabských měst se nachází v jistém odstupu odtud rovněž na západní straně (například Tamra). Jediným větším židovským sídlem je město Karmiel 2 kilometry severně od osady. Krajina mezi těmito městskými centry je ovšem postoupena řadou menších židovských vesnic, které zejména západně a severně od Sachninu vytvářejí souvislý blok. Vesnici Arab al-Na'im západně od Ešchar obývají arabsky mluvící Beduíni.
Ešchar je na dopravní síť napojen pomocí místní silnice, která po severní a západní straně obchází město Sachnin.

## Dějiny

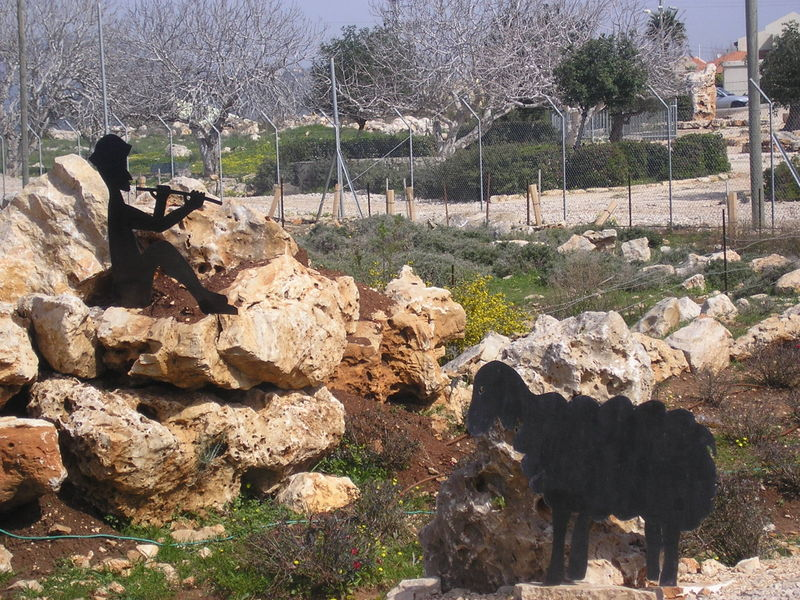
Socha pastýře u vjezdu do Ešchar od místního umělce Avigdora Bar Josefa

Ešchar byl založen v roce 1986. Navazoval na program Micpim be-Galil, který vrcholil na přelomu 70. a 80. let 20. století a v jehož rámci vznikly v Galileji desítky nových židovských vesnic s cílem posílit židovské demografické pozice v tomto regionu a nabídnout kvalitní bydlení kombinující výhody života ve vesnickém prostředí a předměstský životní styl.
První obyvatelé se tu usadili v červenci 1986. Šlo většinou o židovské přistěhovalce z anglicky mluvících zemí a částečně i o rodilé Izraelce. Myšlenka na založení nové vesnice se zformovala mezi skupinou přátel v Chicagu v USA, do které patřili sekulární i nábožensky orientovaní Židé, přičemž obě skupiny se zde snaží žít ve vzájemné toleranci. Během šabatu do vesnice nesmí vjíždět automobily a jsou zaparkovány před branou. Rodiče mohou v místní mateřské škole vybrat, zda jejich dítě absolvuje ranní modlitbu nebo čtení knihy.
V obci funguje synagoga, mikve, knihovna a sportovní areály. Dále je tu zařízení předškolní péče o děti. Základní škola pro děti ze sekulárních rodin je v komplexu Misgav nebo ve vesnici Gilon, náboženské rodiny posílají děti do školy ve vesnici Morešet.
Vesnice prochází stavební expanzí. V současnosti se nabízí 40 stavebních pozemků. Má výhledově dosáhnout daleko větší populace. Ta se má zvýšit ze stávajících cca 100 na 560 rodin.

## Demografie
Obyvatelstvo vesnice Ešchar je smíšené, tedy sekulární i nábožensky orientované. Podle údajů z roku 2014 tvořili populaci v Ešchar Židé (včetně statistické kategorie "ostatní", která zahrnuje nearabské obyvatele židovského původu ale bez formální příslušnosti k židovskému náboženství).
Jde o menší sídlo vesnického typu s dlouhodobě rychle rostoucím počtem obyvatel. K 31. prosinci 2014 zde žilo 775 lidí. Během roku 2014 populace stoupla o 7,2 %.
| Rok            | 1995 | 2001 | 2003 | 2004 | 2005 | 2006 | 2007 | 2008 | 2009 | 2010 | 2011 | 2012 | 2013 | 2014 |
| -------------- | ---- | ---- | ---- | ---- | ---- | ---- | ---- | ---- | ---- | ---- | ---- | ---- | ---- | ---- |
| Počet obyvatel | 278  | 358  | 374  | 392  | 419  | 432  | 465  | 507  | 512  | 560  | 608  | 672  | 723  | 775  |